# Radiodokumentär
En radiodokumentär är ett undersökande reportage eller personporträtt som producerats för radio och som bygger på ett grundligare efterforskningsarbete än andra reportage eller nyheter.